# Corbi (Argeș)
Corbi (veraltet Corbii de Piatra [zu deutsch steinerne Raben]) ist eine rumänische Gemeinde im Kreis Argeș in der Großen Walachei.

## Geographische Lage

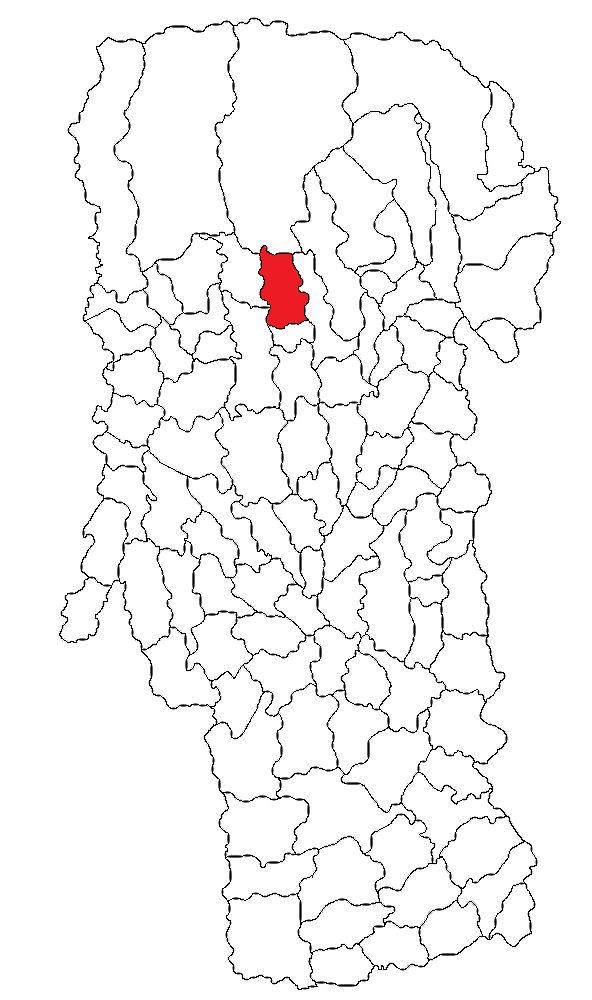
Lage der Gemeinde Corbi im Kreis Argeș

In den Ausläufern des Iezer-Păpușa-Gebirges, ein Gebirgszug der Südkarpaten (Carpații Meridionali), im Tal des Doamnei – ein linker Nebenfluss des Argeș –, liegt der Ort an der Kreisstraße (Drum județean) DJ 731. Die Stadt Curtea de Argeș (Argisch) befindet sich südwestlich; die Kleinstadt Câmpulung (Langenau) östlich, zu je etwa 30 Kilometer; die Kreishauptstadt Pitești liegt ca. 55 Kilometer südlich von Corbi entfernt.

## Geschichte
Der Ort Corbi wurde erstmals 1456 in der historischen Region Walachei (Țara Românească), in einer slawischen Urkunde in Târgoviște erwähnt.
Nach Gründung der rumänischen Fürstentümer Walachei und Moldau, werden auch hier in der Region Munteniens („Gebirgsland“) im 15. und 16. Jahrhundert Leibeigene, vor allem aus den Randgebieten Siebenbürgens, als freie Bewohner angesiedelt. Mit Beginn der Unruhen im 18. Jahrhundert – des Bauernaufstandes von 1784 –, fliehen viele rumänische Leibeigene aus Siebenbürgen in die Walachei. So siedelte sich ein Teil der Bevölkerung aus dem Ort Jina (deutsch Sinna oder Schinna) – im heutigen Kreis Sibiu – hier in Corbi an. Im Gegensatz zu andern Orten der Region, trafen die Siedler hier in Corbi auf eine einheimische Gemeinschaft im Niedergang und so konnten sich diese mit ihren Sitten und Bräuchen durchsetzen, und auch bis heute beibehalten.

## Bevölkerung
Bei der Volkszählung 2002 wurden auf dem Gebiet der Gemeinde 4395 Einwohner gezählt. 4392 davon bezeichneten sich als Rumänen, zwei als Roma und einer bezeichnete sich als Italiener. 2011 wurden in der Gemeinde 3784 Menschen registriert, von denen waren 3681 Rumänen.
Die Hauptbeschäftigung der Bevölkerung sind die Viehzucht (hauptsächlich die Schafzucht) und der Obstbau. Von den etwa 5600 Hektar der Gemeindefläche, werden ca. 400 Hektar landwirtschaftlich genutzt.

## Sehenswürdigkeiten
- Die Dreifaltigkeitskirche (Sf. Treime; str. Voicu Corvin 282), 1830 errichtet, steht unter Denkmalschutz.[6]
- Die Felsenkirche Sf. Apostoli Petru și Pavel(⊙)[7] im eingemeindeten Dorf Jgheaburi, Anfang des 15. Jahrhunderts errichtet, 1814 erneuert und eine davor stehende kleine Holzkirche im 19. Jahrhundert errichtet, stehen unter Denkmalschutz.[6]
- Die Häuser Gheorghe Popescu in der str. Învăţător Popescu 1, 1934 errichtet und das Pfarrhaus Ion Constantinescu in der str. Preot Constantinescu 38, 1928 errichtet im eingemeindeten Dorf Poienărei, stehen unter Denkmalschutz.[6]

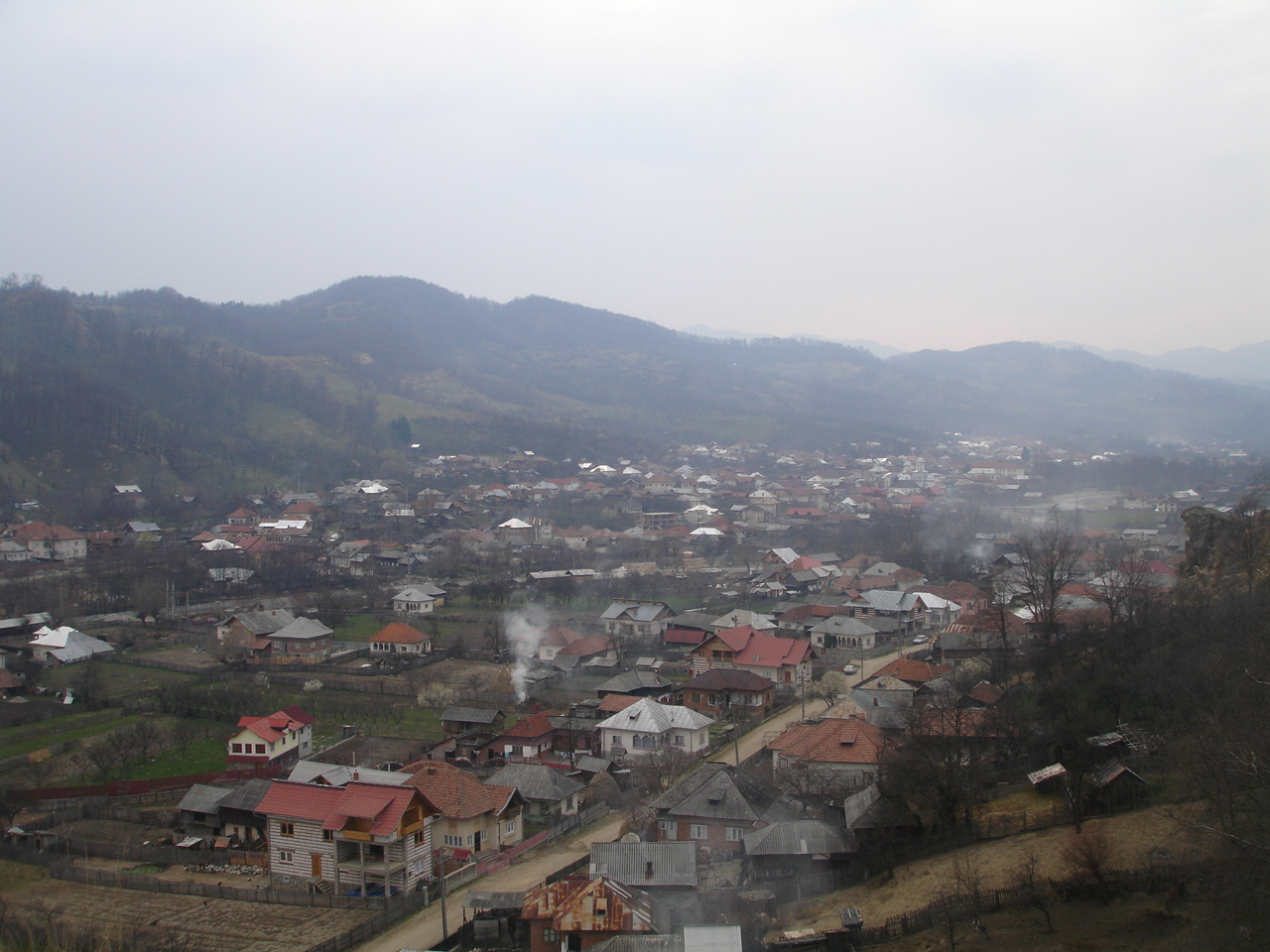
Blick auf Corbi
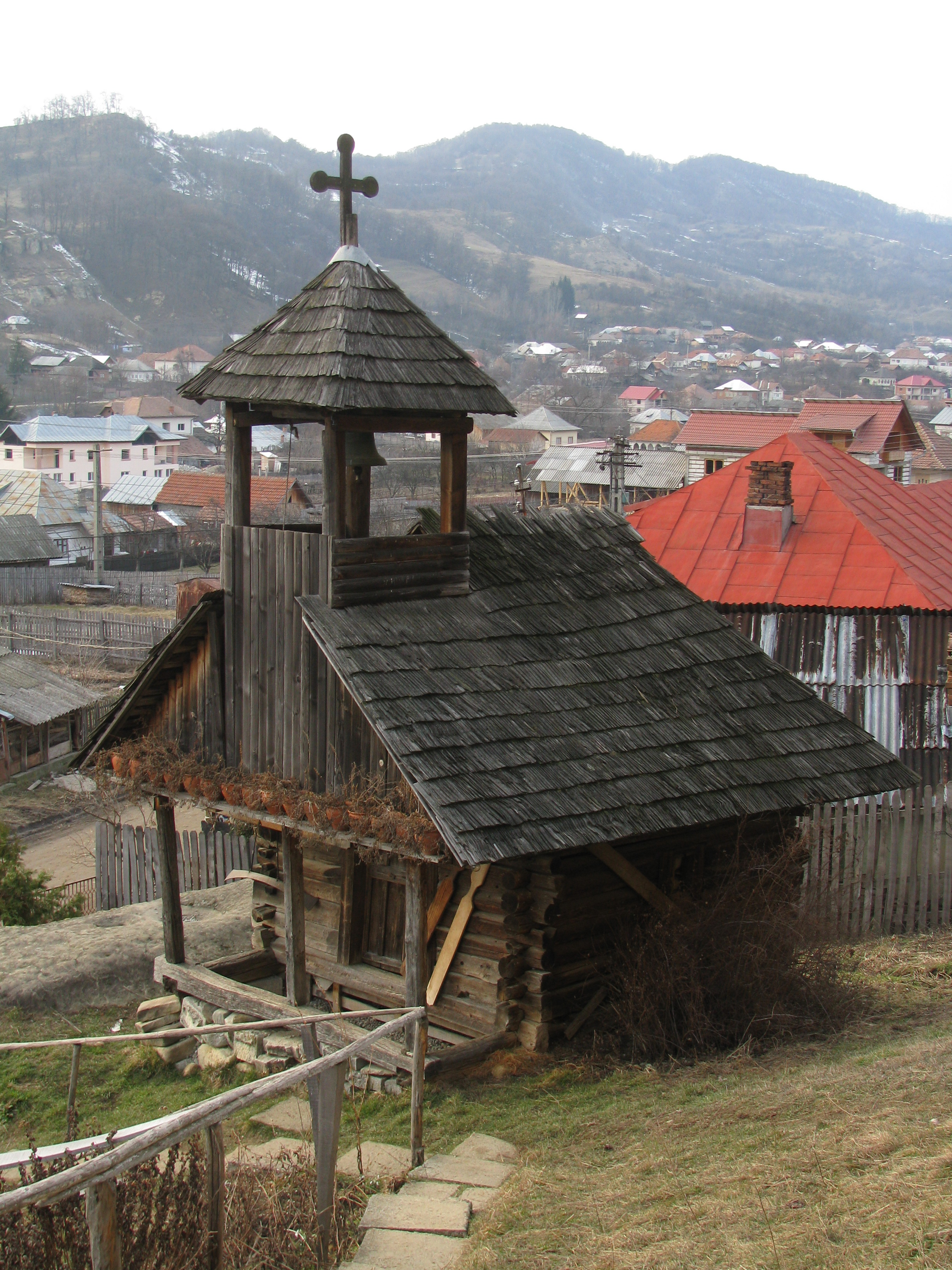
Die Holzkirche und…
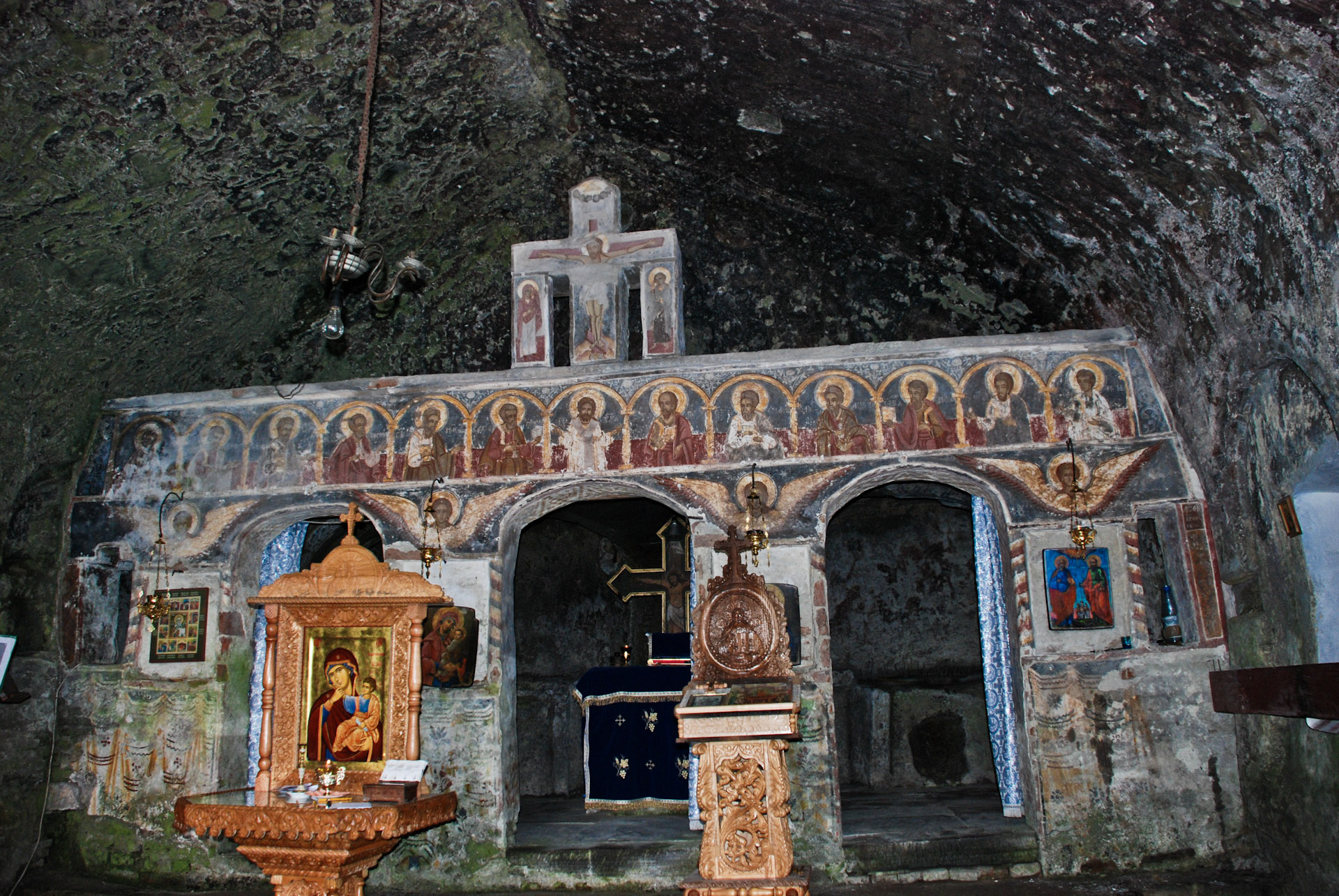
…die Felsenkirche in Jgheaburi